# Mieczysław Groszek
Mieczysław Groszek (ur. 1951) – polski bankowiec, ekonomista i były prezes Polskiego Banku Rozwoju oraz MHB Mitteleuropäische Handelsbank AG. Były wiceprezes Związku Banków Polskich.

## Życiorys
Absolwent kierunku Ekonomika Pracy i Polityka Społeczna w Szkole Głównej Planowania i Statystyki (obecnie Szkoła Główna Handlowa w Warszawie). Posiada stopień doktora ekonomii. W latach 1973–1991 pracownik naukowy SGH w Katedrze Ekonomii.
Od 1990 związany z bankowością. Był m.in. wiceprezesem Banku Własności Pracowniczej SA, wiceprezesem i prezesem Polskiego Banku Rozwoju SA oraz wiceprezesem BRE Banku SA. Zajmował stanowisko dyrektora generalnego, a następnie prezesa w MHB Mitteleuropäische Handelsbank AG Deutsch-Polnische Bank we Frankfurcie nad Menem. W latach 2002–2010 był prezesem zarządu BRE Leasing Sp. z o.o., pełniąc jednocześnie funkcję wiceprzewodniczącego i przewodniczącego Polskiego Związku Leasingu).
W latach 2010–2017 wiceprezes Związku Banków Polskich. Nie kandydował na kolejną kadencję z zamiarem objęcia funkcji prezesa Fundacji Polska Bezgotówkowa, którą powołał ZBP. Fundacja zarządza funduszem, finansującym rozwój sieci akceptacji płatności bezgotówkowych na polskim rynku. Jako członek Komitetu Wykonawczego reprezentował Związek Banków Polskich w Europejskiej Federacji Bankowej w Brukseli. Doprowadził do powołania w 2015 przedstawicielstwa ZBP w Brukseli. W latach 2006–2018 był członkiem Grupy wysokiego szczebla do spraw zrównoważonego finansowania (High Level Expert Group on Sustainable Finance) powołanej przez Komisję Europejską, która w styczniu 2018 opublikowała raport Financing Sustainable European Economy.
Przewodniczący lub członek wielu rad nadzorczych: m.in. MHB Bank Polska, Banku Ochrony Środowiska SA, TUiR Warta, TFI Skarbiec, PTE Skarbiec, Narodowy Fundusz Inwestycyjny Victoria i Skanska Poland, Krajowej Izby Rozliczeniowej SA. Od stycznia 2024 przewodniczący Rady Nadzorczej BPS Leasing S.A., spółki należącej do Grupy BPS.
Członek jury wybierającego laureata Galeria Chwały Polskiej Ekonomii. 
Jest żonaty, ma dwie dorosłe córki i dwie wnuczki.